# Henry A. G. Lee
Henry A. G. Lee (* um 1818 in Virginia (USA); † 1851) war ein US-amerikanischer Politiker.

## Leben
Lee wurde in Virginia um 1818 geboren. 1843 war er Teil der John C. Frémont's Army Expedition, welche durch die westlichen Vereinigten Staaten zog, eingeschlossen des heutigen Staates Oregon. Während dieser Expedition wurde er mit einer Depesche zu Kit Carson gesandt, mit dem Auftrag an Carson, sich dieser Gruppe anzuschließen. Als die Gruppe sich später teilte, verblieb Lee mit John Fremont, bevor er am 22. September nach Oregon zurückkehrte.
Nachdem er sich dort niedergelassen hatte, wurde er 1845 in die "Provisional Legislature of Oregon" gewählt. Er repräsentierte dort den Clackamas District und diente als Sprecher in der Dezembersitzung.
1846 wurde er zweiter Herausgeber des Oregon Spectator, der ersten Zeitschrift in der Region. Er ersetzte William G. T'Vault und blieb für weiter 9 Ausgaben Herausgeber, bevor George Law Curry diese Position übernahm. Nachdem der Krieg gegen die Indianer (Cayuse-Krieg) beendet war, wurde Lee 1848 zum Superintendent für Indianische Angelegenheiten von Gouverneur George Abernethy ernannt. 1849 suchte er sein Glück im California-Goldrausch. Er war dort erfolgreich und konnte so, als er nach Oregon City zurückkehrte, 1850 eine Firma gründen. In diesem Jahr schiffte er sich auch nach New York, um dort diverses Inventar für seinen Laden zu besorgen, starb jedoch am Panamafieber bei seiner Rückkehr nach Oregon 1851.